# Fast Workers
Pour plus de détails, voir Fiche technique et Distribution.
Fast Workers est un film américain réalisé par Tod Browning, sorti en 1933.

## Synopsis
Deux ouvriers du bâtiment, Gunner Smith et Bucker Rilley, sont des constructeurs de gratte-ciels. Mais ils se disputent l'amour d'une même femme, Mary. Les voilà désormais ennemis. 

## Fiche technique
- Titre : Fast Workers
- Réalisation : Tod Browning
- Scénario : Karl Brown, Ralph Wheelwright et Laurence Stallings d'après la pièce de John McDermott
- Direction artistique : Cedric Gibbons
- Photographie : J. Peverell Marley
- Société de production : Metro-Goldwyn-Mayer
- Pays d'origine : États-Unis
- Format : Noir et blanc - 1,37:1 - Mono
- Genre : drame
- Date de sortie :
  - États-Unis :10 mars 1933

## Distribution
- John Gilbert : Gunner Smith
- Robert Armstrong : Bucker Reilly
- Mae Clarke : Mary
- Muriel Kirkland : Millie
- Vince Barnett : Spike
- Virginia Cherrill : Virginia
- Sterling Holloway : Pinky Magoo
- Bob Burns : Alabam'
- Warner Richmond : Feets Wilson